# Luchthaven Kankan
Kankan Airport (IATA: KNN, ICAO: GUXD), ook bekend onder de naam Kankan Diankana Airport, is een luchthaven die Kankan bedient, de hoofdstad van de regio Kankan in Guinee. Het ligt 7 kilometer ten noordoosten van de stad en 2 kilometer ten zuiden van het dorp Diankana.
De luchthaven lag vroeger in Kankan, met de ICAO-code van GUXN. De oude landingsbaan is nu een straat in de stad.
De niet-directionele baken van Kankan (identificatie: KN ) bevindt zich in de stad, 10 km ten zuidwesten van de luchthaven.
Beyla ·
Boké Baralande ·
Conakry Internationaal ·
Faranah ·
Fria ·
Gbenko ·
Kankan ·
Kawass ·
Kissidougou ·
Macenta ·
Nzérékoré ·
Sambailo ·
Sangarédi ·
Siguiri ·
Tata